# Glomdalsmuseet
Das Glomdals-Museum (Glomdalsmuseet) in Elverum ist ein kunsthistorisches Museum und das drittgrößte Freilichtmuseum Norwegens. Es ist das kulturhistorische Museum für  Odalen, Vinger, Solør und Østerdalen und einer der acht Standorte des Hedmark fylkesmuseums. Es wurde im Januar 1911 unter dem Namen Glaamdalsmuseet gegründet, nahm aber schon im März desselben Jahres seinen heutigen Namen an.

## Das multikulturelle Norwegen
In seinem Freilichtteil besitzt das Museum mehrere Gebäude zur Bautradition der Waldfinnen, die an der Grenze zu Schweden angesiedelt waren. In den Ausstellungen befinden sich Exponate zur südsamischen Sprache. In den 1990er Jahren stellte sich das Museum der Aufgabe, die Geschichte der Roma und die Verbreitung ihrer Kultur zu dokumentieren. So entstand in Zusammenarbeit mit den Roma-Organisationen Taternes Landsforening (TL) und Landsorganisasjonen for romanifolket die Wanderausstellung Latjos Traum, die auch als Onlineausstellung verfügbar ist.

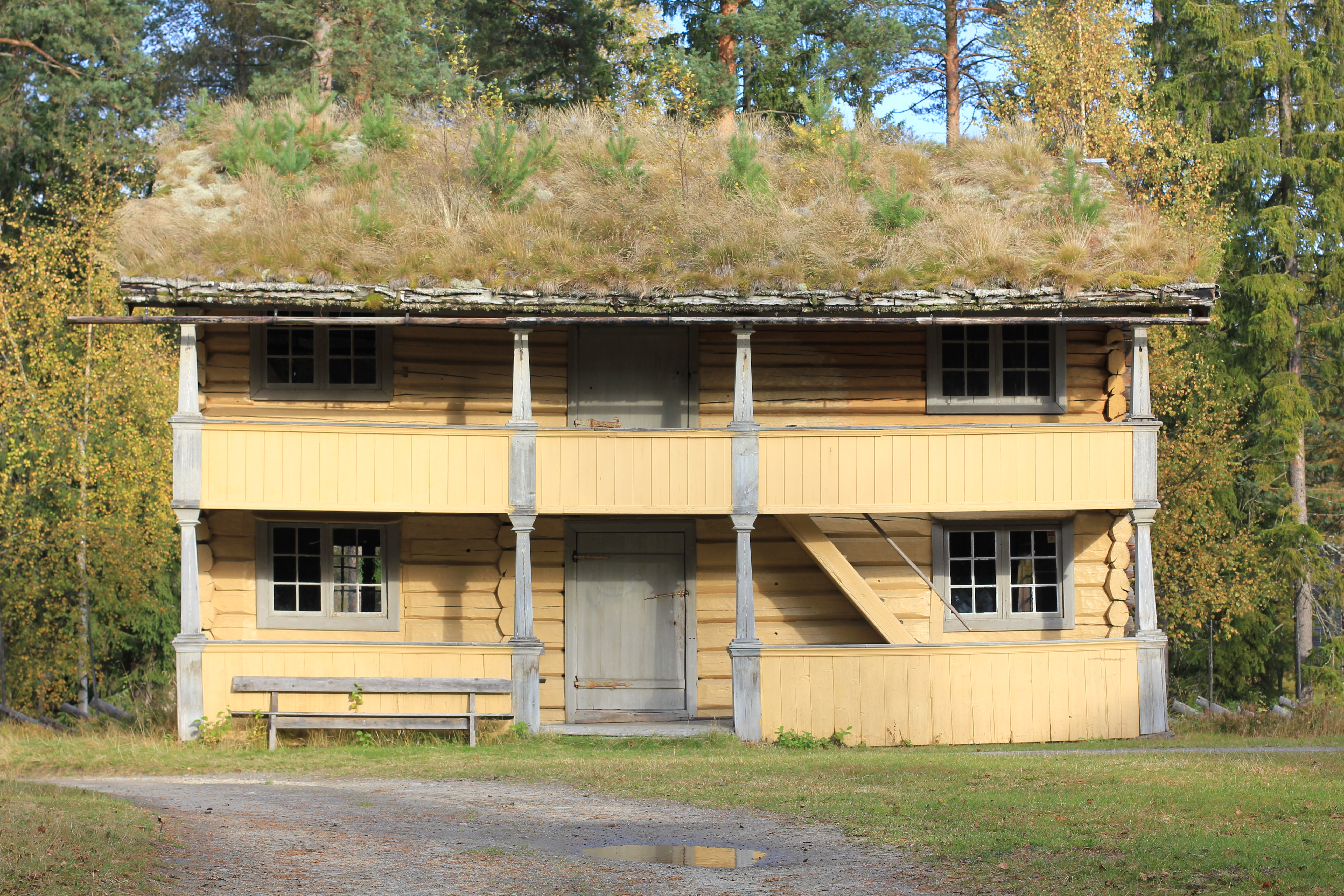
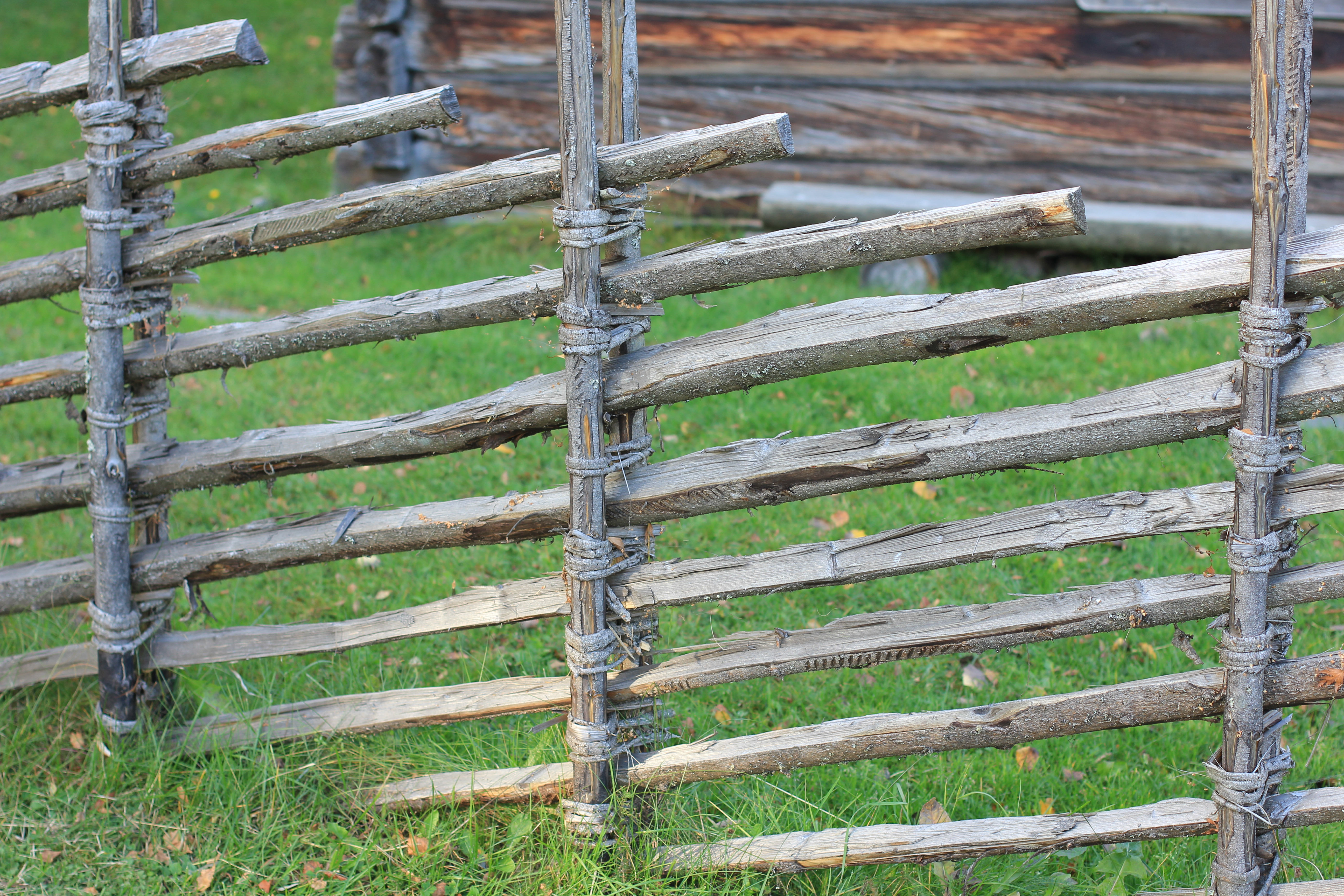
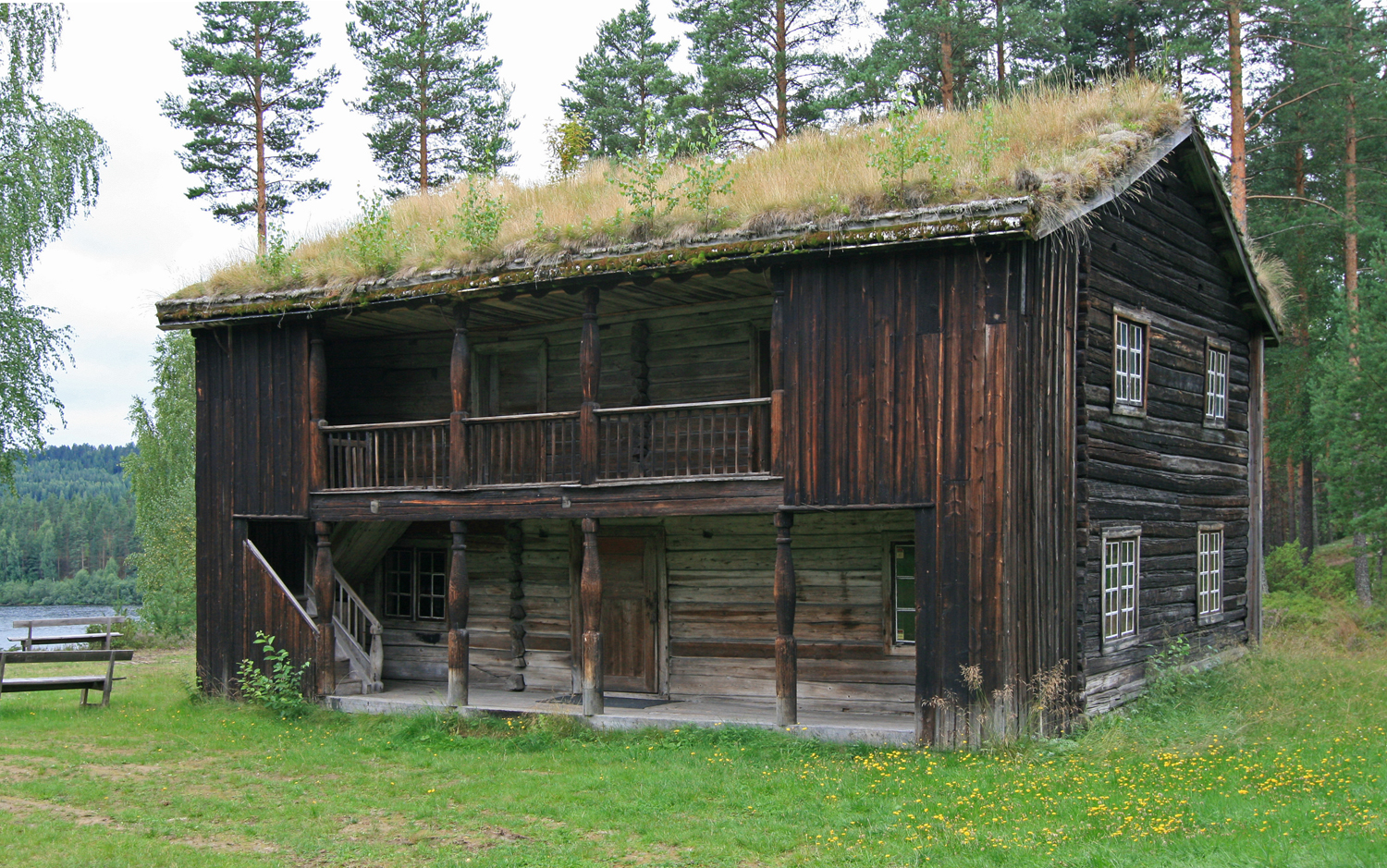
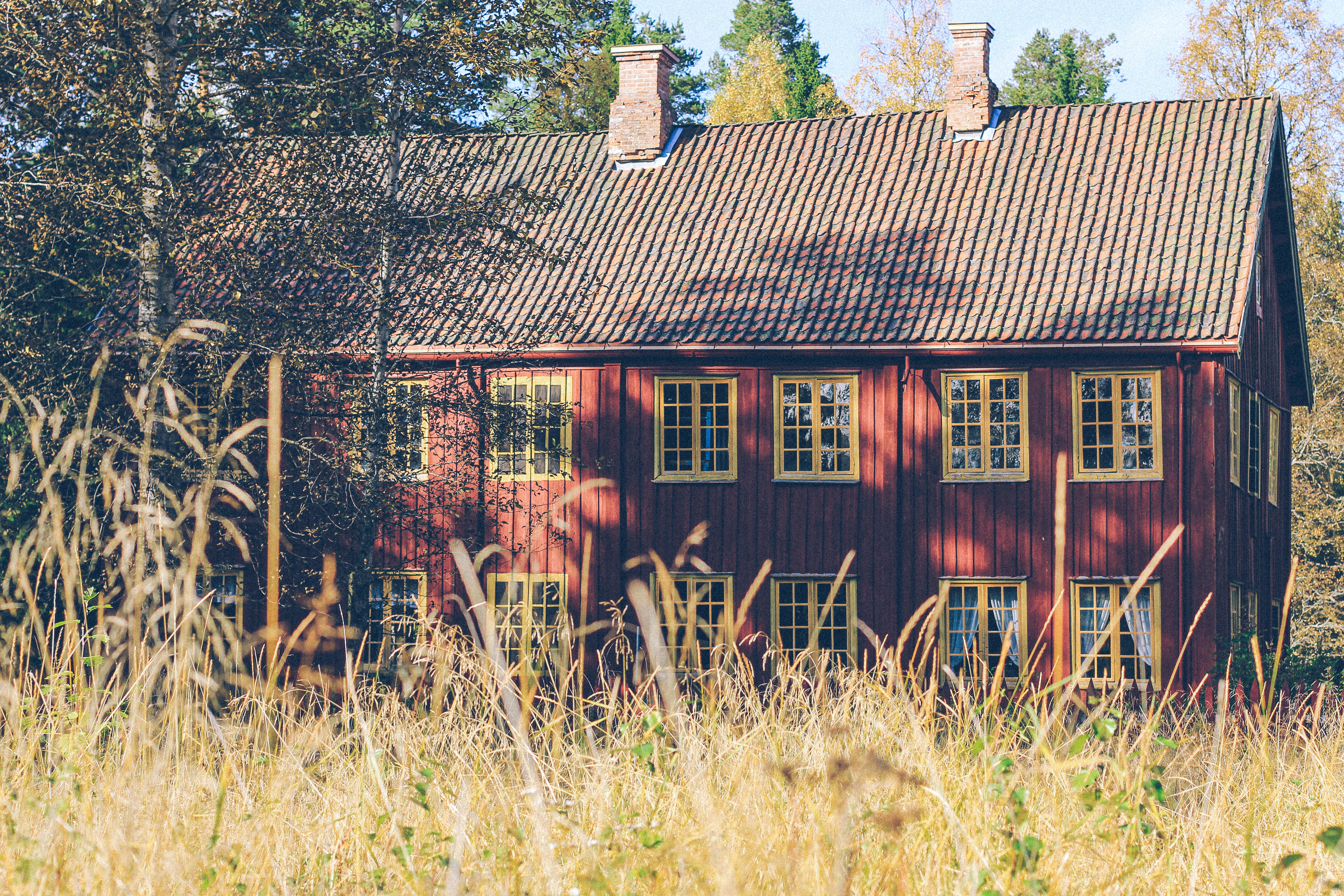
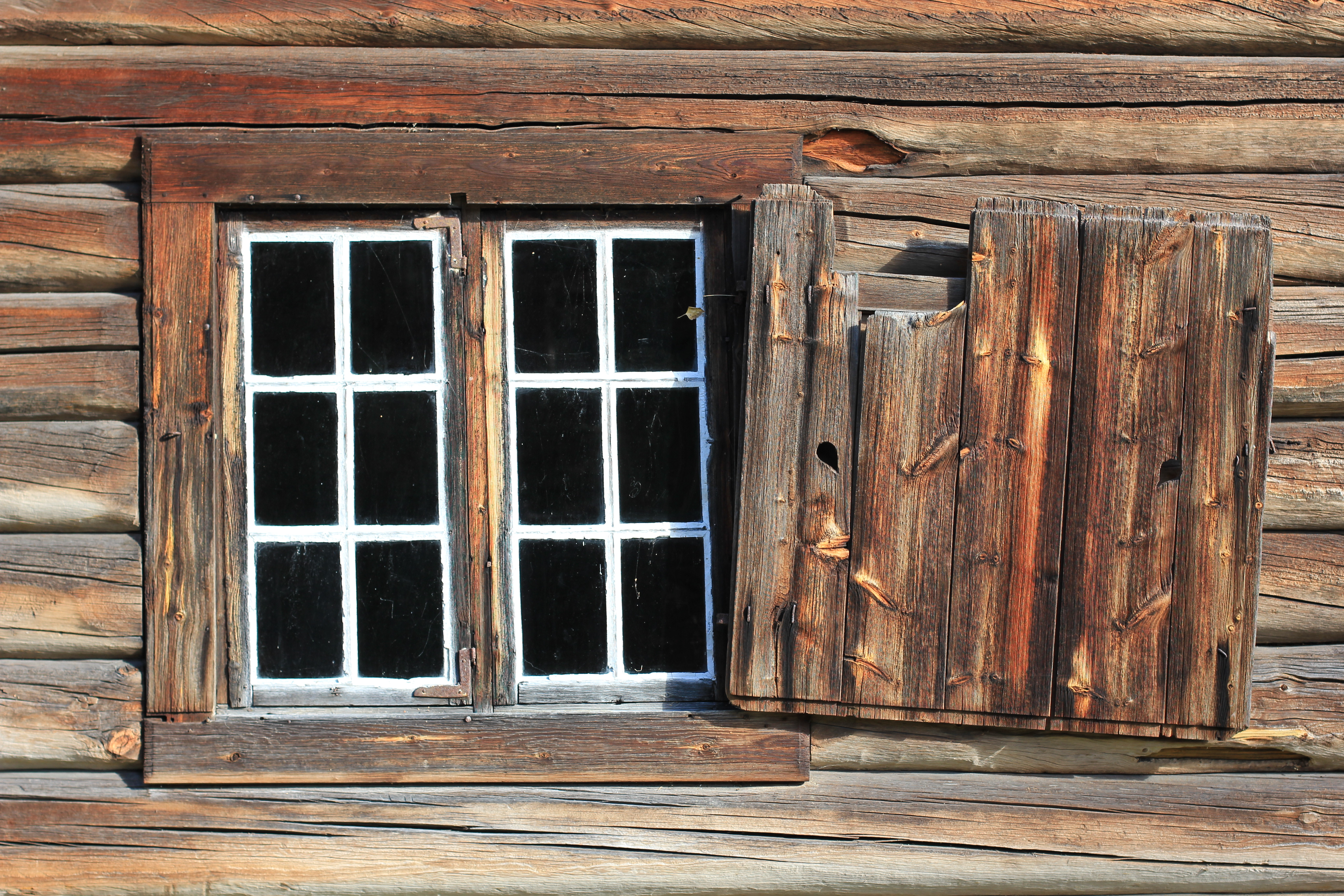